# Holger Nyman
Per Holger Gösta Nyman, född 2 januari 1925 i Ludvika, död 5 april 2020 i Ludvika, var en svensk fotbollsspelare.
Nyman spelade i Ludvika FfI under klubbens enda allsvenska säsong 1944/1945, och gjorde klubbens första mål i Allsvenskan i premiären mot AIK. Han spelade 20 av Ludvikas 22 allsvenska matcher denna säsong, och med sina 6 mål är han klubbens främste målskytt genom tiderna i Allsvenskan. År 1947 värvades han av IFK Norrköping, där han sammanlagt gjorde 184 allsvenska matcher (3 mål) åren 1947–1958 och var med och vann tre SM-guld, ett SM-silver och ett SM-brons, samt ett silver i svenska cupen. Han avslutade karriären med en säsong i Ludvika och en i Saxdalens IF. Efter den aktiva karriären tränade han IF Saab i tio år.
Mellan 1949 och 1957 spelade Nyman fyra A-landskamper (inga mål) för Sverige. Han spelade också en B-landskamp 1948.